# Rhabdomastix parvula
Rhabdomastix parvula är en tvåvingeart som beskrevs av Alexander 1938. Rhabdomastix parvula ingår i släktet Rhabdomastix och familjen småharkrankar. Enligt den finländska rödlistan är arten sårbar i Finland. Artens livsmiljö är källmiljöer. Inga underarter finns listade i Catalogue of Life.